# Gottfried Kerscher

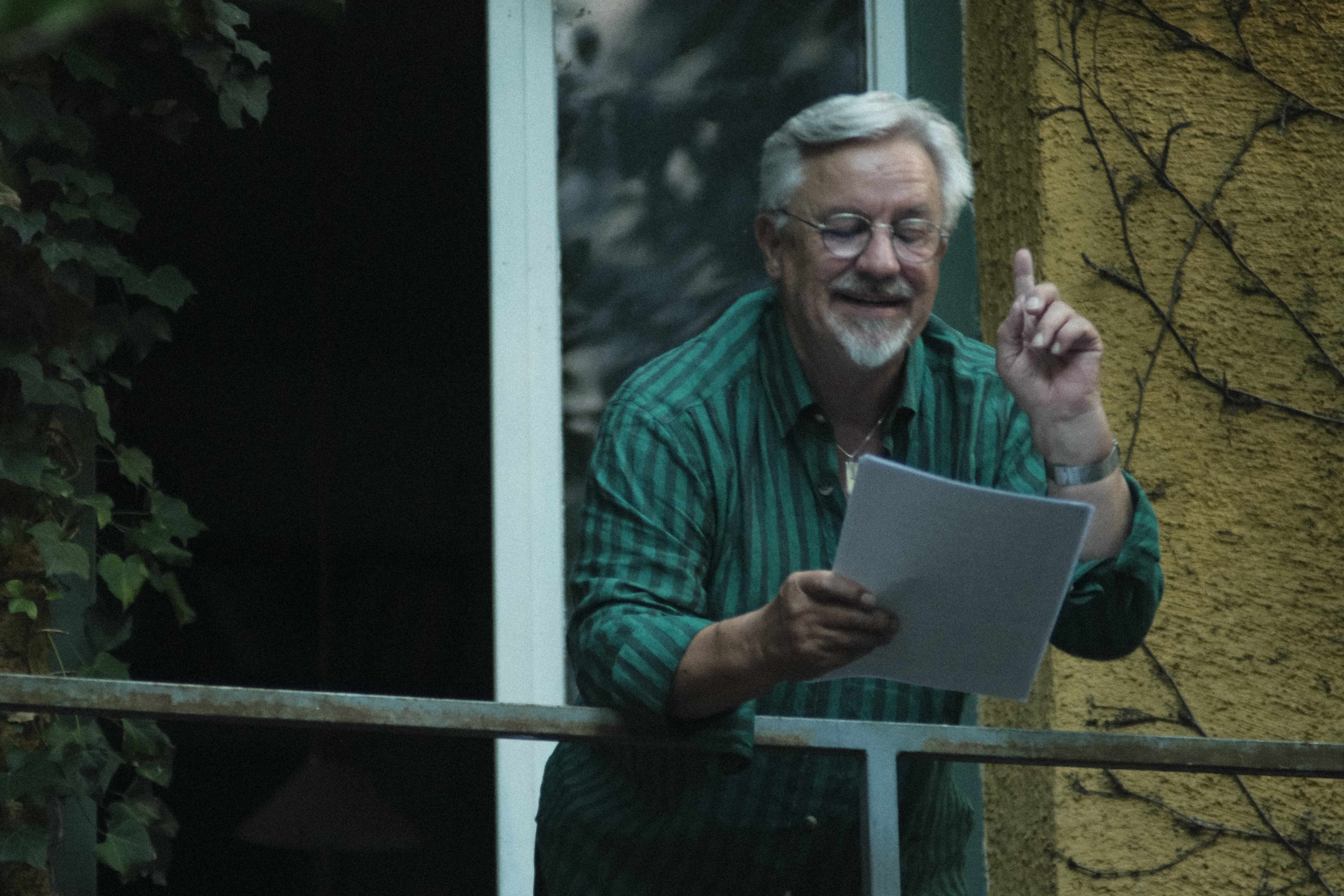
Gottfried Kerscher (2025)

Gottfried Kerscher (* 17. August 1954 in Ingolstadt) ist ein deutscher Kunsthistoriker und war von 2006 bis 2020 Professor für Kunstgeschichte des Mittelalters an der Universität Trier.

## Leben
Kerscher wurde 1984 in München mit einer Arbeit über das Bildprogramm des Baptisteriums von Parma promoviert. Seine eigenwillige Publikation dieser Arbeit, die mit einem fiktiven Dialog beginnt, ließ schon damals darauf schließen, dass sich Kerscher nicht immer in der herkömmlichen Art und Weise den Forschungsgegenständen nähern würde.
Nach einem Volontariat am Bayerischen Landesamt für Denkmalpflege (1989–1990) folgten zwei Stipendien in Italien, am Kunsthistorischen Institut in Florenz (1985–1987) und an der Bibliotheca Hertziana in Rom (1987–1989).
Kerscher widmete sich u. a. der Überlieferung astronomischen/astrologischen Gedankenguts im Mittelalter mittels illustrierter Handschriften sowie Entstehungsprozessen der Bildkunst. Damit war ein Forschungsgebiet geboren, dem sich Kerscher immer wieder auf verschiedene Art und Weise näherte: der Bewertung unterschiedlichen Quellenmaterials und deren Interpretation. Bereits im Marburger Graduiertenkolleg „Kunst und Kontext“ hatte ihn im Rahmen der Organisation der Tagung diese Frage interessiert, aus der die gleichnamige Publikation „Hagiographie und Kunst“ entstand.
Seit Rom befasste sich Kerscher mit Architektur. Sein Interesse galt nun dem Palastbau des späten Mittelalters, allem voran dem Papstpalast in Avignon. Auch hier war es ihm möglich, neue methodische Wege zu gehen: Er widmete sich der Frage, welche Rolle das Zeremoniell im Verlauf des 14. Jahrhunderts für die Gestaltung von Architektur zu spielen begann.
Offenbar trugen das Zeremoniell und die Entwicklung der höfischen Systeme dazu bei, eine einheitliche Palaststruktur mit uneinheitlichem formalem Apparat zu realisieren – ein Widerspruch zu einer Kunstgeschichte, die vorwiegend formal argumentiert. Kerscher war mittlerweile an der TU Berlin habilitiert und an das Kunstgeschichtliche Institut der Universität Frankfurt am Main berufen worden, als er dies in zwei Büchern publizieren konnte: Architektur als Repräsentation und Spätmittelalterliche Palastbaukunst zwischen Pracht und zeremoniellen Voraussetzungen (Avignon, Mallorca, Kirchenstaat) sowie Kopfräume – eine kleine Zeitreise durch virtuelle Räume, das sozusagen im Rückwärtsgang durch die Geschichte führt.
Die Frage des Zeremoniells und der Anteil an der Konzeption von Kunst wird ihn auch weiter interessieren. 2009 haben das Historisch Kulturwissenschaftliche Forschungszentrum Trier sowie das Forschungsreferat Anschubfinanzierungen für ein internationales Projekt bewilligt. Im Mittelpunkt dieses Projektes steht die erste europäische Zeremonialhandschrift, die Leges Palatinae.
Seine Schwerpunkte in Forschung und Lehre bilden die mittelalterliche Kunstgeschichte, Profanarchitektur und Zeremoniell,  Raumdispositionen und virtuelle Räume, Neue Medien (Netzkunst usw.) sowie die Denkmalpflege. Kerscher arbeitete 2006–2020 an der Universität Trier im Rahmen einer Professur mit dem Schwerpunkt Kunstgeschichte des Mittelalters, gelegentlich mit Erweiterung auf Projekte zur Netzkunst und zum Film. Schwerpunkte gab es zuletzt im Bereich der „Trieriana“, im Rahmen der Sanierungsarbeiten und bauforscherischer Tätigkeit verschiedener Institutionen bezüglich der Porta Nigra sowie dem Trierer Dom (letzteres zusammen mit Manfred Schuller, damals TU München).
Kerscher wurde 2020 emeritiert und lebt in München.

## Ehemalige Forschungsprojekte (Auswahl)
- Die Leges palatinae – Cod. Lat. 9169 der Bibliothèque Royale Albert Ier in Brüssel – die erste illuminierte europäische Zeremonialhandschrift und ihre Sonderstellung im mittelmeerischen Kulturraum
- Entwicklungslinien der Kunst im 11. und 12. Jh. (in Vorbereitung)
- Geschichte der Profanarchitektur des Mittelalters (Projekt in Vorbereitung)
- Architektur der Öffentlichkeit

## Publikationen
- Benedictus Antelami oder das Baptisterium von Parma. Kunst und kommunales Selbstverständnis. W. Angerer, München 1986 (Dissertation).
- als Herausgeber: Hagiographie und Kunst. Der Heiligenkult in Schrift, Bild und Architektur. Reimer, Berlin 1993 (zahlreiche Rezensionen).
- als Herausgeber mit Hans Dieter Huber und Christoph Danelzik-Brüggemann: Netzkunst (= Kritische Berichte. Sonderband 26, Heft 1). 1998.
- Kopfräume. Eine kleine Zeitreise durch die Geschichte virtueller Räume. Ludwig, Kiel 2000.
- Architektur als Repräsentation. Spätmittelalterliche Palastbaukunst zwischen Pracht und zeremoniellen Voraussetzungen: Avignon, Mallorca, Kirchenstaat. Wasmuth, Tübingen 2000.
- als Herausgeber: Henri Focillon, Das Jahr Tausend. Mit Kommentar und Übersetzung. Darmstadt 2012.
- als Herausgeber mit Gisela Drossbach: Utilidad y decoro – Zeremoniell und symbolische Kommunikation in den ‚Leges Palatinae’ König Jacobs III. von Mallorca (1337)  (= Trierer Beiträge zu den historischen Kulturwissenschaften. Band 6). Reichert, Wiesbaden 2013.